# کاستلوتره این وال فورتوره
کاستلوتره این وال فورتوره (به ایتالیایی: Castelvetere in Val Fortore) یک کومونه در ایتالیا است که در استان بنونتو واقع شده‌است.

## خصوصیات
کاستلوتره این وال فورتوره ۳۴٫۴۸ کیلومترمربع مساحت و ۱٬۵۸۷ نفر جمعیت دارد و ۷۰۶ متر بالاتر از سطح دریا واقع شده‌است.